# Herval d'Oeste
Herval d'Oeste é um município brasileiro do estado de Santa Catarina. Localiza-se a uma latitude 27º11'37" sul e a uma longitude 51º29'41" oeste, estando a uma altitude de 523 metros. Sua população estimada em 2010 é estimada em de 21.233 segundo os dados oficiais do IBGE.

## História
O município de Herval d´Oeste está localizado na região do Contestado e começou a ser colonizado com a inauguração da Estrada de Ferro que ligaria São Paulo ao Rio Grande do Sul 
Herval d`Oeste foi emancipado e se tornou municipio em 30 de dezembro de 1953. 
Antes pertenceu a Campos Novos como  distrito em 1943, com o nome Herval. 
E depois de 1944 a 1953, fez parte  de Joaçaba

## Geografia
Tem como municípios limítrofes ao norte Luzerna e Ibicaré, ao sul Erval Velho, ao leste Campos Novos, e a oeste Joaçaba.
| Florianópolis (capital)          | 414  |
| Porto Alegre                     | 480  |
| Curitiba                         | 400  |
| São Paulo                        | 780  |
| Brasília                         | 2500 |
| BR 282                           | 6    |
| BR 116                           | 126  |
| BR 101                           | 414  |
| Porto São Francisco do Sul       | 475  |
| Porto de Itajaí                  | 430  |
| Porto de Imbituba                | 533  |
| Porto de Paranaguá               | 580  |
| Aeroporto de Joaçaba             | 5    |
| Aeroporto de Florianópolis       | 420  |
| Aeroporto de Joinville           | 415  |
| Aeroporto de Criciúma            | 373  |
| Aeroporto de Navegantes          | 389  |
| Aeroporto de Chapecó             | 165  |
| Aeroporto de São Miguel do Oeste | 264  |
| Aeroporto de Videira             | 65   |

Vias de Acesso Rodoviário
- Ponte Jorge Lacerda: BR SC 303
- Ponte da Amizade: BR SC 303
- Santos Dumont: BR SC 282

Dados viários
- Extensão da malha viária municipal: 560 km
- Estradas Vicinais: 500 km
- Viárias Urbanas: 60 km

Área municipal de preservação ambiental (%): 7% de mata nativa e 6,5 km² de área reflorestada
Breve descrição do relevo: Região basáltica: Planalto de superfície dissecada. A altitude média do município é de 523 m. Entretanto, há alguns pontos mais elevados como o morro da Cruz, do Serrano e a Serra do Tico-Tico com altitude média variável de 300 a 400 m acima da média normal. Existe ainda o Morro de Sede Sarandi com altitude de 1.210 metros.
Apesar de o município ter sido criado em dezembro o feriado municipal é realizado em 25 de agosto, mesma data da cidade vizinha Joaçaba. Este fato deve-se ao grande número de pessoas que moram em Herval e trabalham em Joaçaba e vice versa, com a diferença de datas a população era prejudicada, por este motivo o feriado municipal foi unido ao de Joaçaba. Assim como Herval, Luzerna(cidade a 7 km de Joaçaba) também realiza seu feriado municipal em 25 de agosto.

### Hidrografia
O município de Herval d'Oeste é banhado pelo Rio do Peixe.

### Clima
Herval d'Oeste apresenta clima subtropical com invernos frios e verões quentes, podendo chegar a temperaturas muito elevadas no verão, e no inverno temperaturas muito baixas.

### Demografia
A população do município é de 21 233 habitantes de acordo com os dados do Instituto Brasileiro de Geografia e Estatística de 2010 (IBGE).